# 팬 번역
팬 번역(Fan translation) 또는 사용자 생성 번역(user-generated translation)은 팬(팬 노동)이 만든 다양한 형태의 서면 또는 멀티미디어 제품을 공식 번역 버전이 아직 제공되지 않는 언어로 비공식적으로 번역하는 것을 의미한다. 일반적으로 팬들은 번역가로서 정규 교육을 받지는 않지만 특정 시청각 장르, TV 시리즈, 영화 등에 대한 관심을 바탕으로 번역 프로젝트에 자원하여 참여한다.

## 미디어
팬 번역의 저명한 분야는 아래와 같다.
- 팬섭
- 비디오 게임의 팬 번역
- 스캔레이션
- 팬더빙

## 역사
시청각 자료의 팬 번역, 특히 일본의 애니메이션의 팬 더빙은 1980년대로 거슬러 올라간다. 오하간(O'Hagan, 2009)은 팬 더빙이 "일반적으로 일본 이외의 텔레비전 네트워크에서 더빙 형식으로 방영되는 공식 애니메이션 버전이 과도하게 편집되는 경우가 많음"에 대한 항의의 한 형태로 등장했으며 팬들은 더 짧은 시간 내에 더 확실한 번역 버전을 찾았다고 주장한다.
초기 팬더빙 및 팬더빙 작업에는 VHS 테이프 조작이 포함되었으며, 이는 시간과 비용이 많이 소요되었다. 미국에서 제작된 최초의 보고된 팬 서브는 1980년대 중반에 제작된 루팡 3세였으며 자막을 만드는 데 에피소드당 평균 100시간이 필요했다.

## 같이 보기
- 팬 픽션
- 팬섭